# Si tú eres mi hombre
«Si tu eres mi hombre» o también conocida como Si tú eres mi hombre y yo tu mujer es la versión en español de la canción en inglés The Power of Love de la cantante estadounidense Jennifer Rush quien la interpretó en 1984, la versión en español fue interpretada por primera vez en 1986 por la cantante dominicana Ángela Carrasco para su álbum La candela publicado en el mismo año, "Si tú eres mi hombre y yo tu mujer" se colocó rápidamente entre los favoritos del público hispano, México fue el país donde más tuvo repercusión, hasta el momento es de los temas más memorables y uno de los grandes éxitos de la cantante. 

## Popularidad
El tema ha sido interpretado principalmente en programas de talentos como Cantando por un sueño, La Voz... México y Pequeños Gigantes.
Otras intérpretes
- La India
- Lisset
- Sheyla
- Magaby
- Carolina Ross
- Irisneyda
- Juliana O'neal